# Hypoestes verticillaris
Hypoestes verticillaris là một loài thực vật có hoa trong họ Ô rô. Loài này được (L.f.) Sol. ex Roem. & Schult. mô tả khoa học đầu tiên năm 1817.